# مسجد إيبكتشيلر
مسجد إيبكتشيلر (بالفارسية: مسجد ایپکچیلر) هو مسجد تاريخي يعود إلى عصر الدولة البهلوية، ويقع في تبريز.